# Gran Premio de Brasil de Motociclismo

Mapa del trazado del Autódromo José Carlos Pace

El Gran Premio de Brasil de Motociclismo es una carrera de motociclismo de velocidad realizada en Brasil como parte del Campeonato del Mundo de Motociclismo. 
Se celebró en tres ocasiones en el Autódromo Internacional Ayrton Senna de Goiânia entre 1987 y 1989. En 1992 volvió al calendario disputándose una edición en el Autódromo José Carlos Pace de Interlagos. 
En 1995 el Campeonato del Mundo de Motociclismo volvió a disputar un Gran Premio en suelo brasileño bajo el nombre de Gran Premio de Río de Janeiro, que se prolongó hasta 2004 en el Autódromo Internacional Nelson Piquet de Jacarepaguá en Río de Janeiro.
El Campeonato del Mundo tenía previsto volver a Brasil en 2014 para disputar un Gran Premio en el Autódromo Internacional Nelson Piquet, pero tras no realizar las obras pertinentes a tiempo y no alcanzar la homologación, la prueba fue cancelada.
Tras nuevas negociaciones para que Brasil vuelva a acoger una prueba del Campeonato del Mundo, a final de 2024 se anunció que el Autódromo Internacional Ayrton Senna de Goiânia volverá a ser sede del un Gran Premio tras alcanzar un acuerdo entre Dorna y el gobierno de Goiás que se disputará durante cinco temporadas entre 2026 y 2030.

## Ganadores
| Año  | Circuito   | 125 cc       | 125 cc      | 250 cc           | 250 cc      | 500 cc         | 500 cc      |
| Año  | Circuito   | Piloto       | Constructor | Piloto           | Constructor | Piloto         | Constructor |
| ---- | ---------- | ------------ | ----------- | ---------------- | ----------- | -------------- | ----------- |
| 1992 | Interlagos | Dirk Raudies | Honda       | Luca Cadalora    | Honda       | Wayne Rainey   | Yamaha      |
| 1989 | Goiânia    |              |             | Luca Cadalora    | Yamaha      | Kevin Schwantz | Suzuki      |
| 1988 | Goiânia    |              |             | Dominique Sarron | Honda       | Eddie Lawson   | Yamaha      |
| 1987 | Goiânia    |              |             | Dominique Sarron | Honda       | Wayne Gardner  | Honda       |